# Executive Outcomes
Executive Outcomes — в прошлом крупная частная военная компания, основанная в Южной Африке в 1989 году бывшим подполковником южно-африканских сил безопасности Ибеном Барлоу и существовавшая до 1998 года.
Персонал компании включал в основном бывших военнослужащих южно-африканских сил обороны. Executive outcomes сыграла важную роль в нескольких гражданских войнах на территории Африки. Компания известна тем, что помогла правительству Анголы заставить боевиков группировки УНИТА (UNITA) начать переговоры с властями, а также подписать Лусакский протокол в 1994 г. Позднее EO вошла в состав южно-африканской компании Strategic Resource Corporation. Executive Outcomes стала первой легально зарегистрированной частной военной компанией, и положила начало бизнесу по оказанию частных военных услуг как в Африке, так и за её пределами.

## История
В 1989 году, после завершения приграничных конфликтов ЮАР с соседними Анголой и Намибией, режим апартеида в Южной Африке пал. Вооружённые силы ЮАР были серьёзно сокращены, большое количество военнослужащих осталось без работы. Лидер африканского национального конгресса Нельсон Мандела потребовал расформировать некоторые спецотряды Южно-африканских сил. Один из таких военнослужащих в отставке, подполковник южно-африканских сил обороны Эбен Барлоу решил создать собственную частную военную компанию, которая бы предоставляла различного рода военные услуги за деньги, а также обеспечила бы работу военным, уволенным в запас. Так была создана Executive Outcomes (EO). Изначально целью создания компании было предоставление услуг по специализированному тайному обучению бойцов южноафриканских сил специального назначения. Позже EO получила контракт на обучение специальной группы офицеров службы безопасности по борьбе с синдикатами, занимающимися незаконной добычей алмазов в Ботсване. Специалисты EO также обучали и тренировали вооружённые силы Анголы.
За короткий период времени персонал компании существенно увеличился и к 1993 г. составлял 500 военных советников и свыше 3 тысяч высококвалифицированных военных специалистов. Руководство Executive Outcomes нанимало преимущественно бывших военнослужащих из Южной Африки, которые прошли службу в одном из подразделений армии ЮАР.
По настоянию Резервного банка ЮАР глава Executive Outcomes зарегистрировал компанию на территории Великобритании.

## Деятельность
Сначала список услуг компании включал лишь выполнение охранных функций (например, для компаний работавших в области добычи алмазов), а также обучение военных сил безопасности ЮАР.
Executive Outcomes обучали и тренировали вооружённые силы Анголы, а позже и воевали на стороне правительства этой страны против УНИТА (UNITA), после того как члены этой группировки отказались признать результаты выборов 1992 г. В 1993 году Executive Outcomes заключила контракт с нефтяной компанией Ranger Oil на охрану перевозок дорогостоящего оборудования для бурения скважин, которое находилось в ангольском порту Сойо, захваченном повстанцами группировки UNITA.
Успешное выполнение этих контрактов создало надёжную репутацию компании. После того, как СМИ ЮАР обвиняли EO в попытке убийства лидера повстанцев Джонаса Савинби, компания неоднократно подвергалась нападениям со стороны боевиков этой группировки. Контракт компании на обучение военнослужащих Анголы был продлён. Вскоре группировка УНИТА была окончательно разгромлена. Однако, правительство Анголы было вынуждено разорвать контракт с EO под давлением со стороны США и ООН. Место Executive Outcomes заняли миротворческие силы ООН.
Следующий крупный контракт компания получила в мае 1995 года, направив 200 человек своего персонала в Сьерра-Леоне, где боевики из группировки Объединённый революционный фронт (RUF) захватили контроль над месторождениями алмазов и пытались захватить столицу страны г. Фритаун. EO подавила попытку государственного переворота и вынудила боевиков группировки заключить мирное соглашение.
В обоих этих случаях Executive Outcomes оказала помощь правительствам двух государств. В случае с Анголой EO способствовала установлению режима прекращения огня и подписанию Лусакского протокола, который на несколько лет завершил гражданскую войну в Анголе. В Серра-Леоне правительство было вынуждено под давлением со стороны международного сообщества разорвать контракт с EO, место которых заняли миротворческие силы ООН, в результате чего боевики группировки Объединённый революционный фронт (RUF) восстановили свои позиции и захватили в конечном счёте столицу страны.
Executive Outcomes стала одной из первых частных военных компаний, принимавших прямое участие в военных действиях на территории Анголы и Сьерра-Леоне. Компания приобрела известность и репутацию благодаря тому, что предоставила высокопрофессиональную современную армию менее подготовленным вооружённым силам Сьерра-Леоне и Анголы. В Сьерра-Леоне Executive Outcomes обеспечивали правительство страны не только профессиональными бойцами, но и бронетанковыми машинами и другим оборудованием.
Executive Outcomes также работала на транснациональные компании, среди которых De Beers, Chevron, Rio Tinto Zinc и Texaco.

## Executive outcomes и СМИ
Несмотря на то, что компания тщательно скрывала ключевые аспекты своего бизнеса, она провела весьма успешную рекламную кампанию в международных СМИ в период с 1994 по 1997 годы. В 1994 году EO начали проводить рекламные кампании своей деятельности на территории Анголы и Сьерра-Леоне, приглашая как местных, так и иностранных журналистов, в том числе из таких крупных международных компаний, как CNN, Sky News, BBC освещать их деятельность. Известно, что журналисты прилетали из Йоханнесбурга прямо на военные базы компании в Анголе. Однажды журналистам даже показали как проходит тренировка бойцов компании. При этом руководство Executive Outcomes стремилось выстроить имидж компании максимально грамотно, отрицая все сообщения об их участии в боевых действиях в гражданской войне в Анголе
Похожие акции проводились и в Сьерра-Леоне, а также планировались в Папуа — Новой Гвинее.
Рекламные брошюры и короткие видеоролики рассылали журналистам для использования в репортажах.
Эта рекламная кампания сформировала Executive outcomes как всемирно известный бренд и создала ей имидж наиболее успешной международной частной военной компании за всю историю.

## Ликвидация компании
Среди причин ликвидации выделяют следующие:
1. Деятельность компании в Анголе и Сьерра-Леоне привлекла внимание правительства ЮАР, а также международных правозащитных организаций, которые обвиняли EO в нарушениях прав человека. Под давлением мировой общественности правительства Анголы и Сьерра-Леоне были вынуждены разорвать с ней контракты. Новых контрактов с компанией не заключали.
2. Ужесточение законодательства Южной Африки в отношении иностранной военной помощи. В 1998 году был принят закон «О регулировании иностранной военной помощи", в результате чего Executive outcomes фактически не могла больше осуществлять свою деятельность на территории Африки. Целью данного закона было прекращение деятельности наёмников на территории Африки посредством недопущения прямого участия в вооружённых конфликтах военных из личных целей включая обучение, наём, и использование наёмников, а также необходимость получить одобрение со стороны Национального Комитета по контролю за обычными вооружениями относительно любой военной помощи из-за рубежа.[8]

Компания Executive Outcomes была официально ликвидирована 31 декабря 1998 г.
В 2012 г. в отчёте Группы ООН по мониторингу ситуации в Сомали и Эритрее была подвергнута критике южноафриканская частная военная компания Sterling Corporate Services за создание частной армии в нарушение международных соглашений, а также в обход санкций в отношении Сомали. В данном отчёте подчёркивается связь Sterling Corporate Services с Executive Outcomes.